# الحرباء (كوكبة)

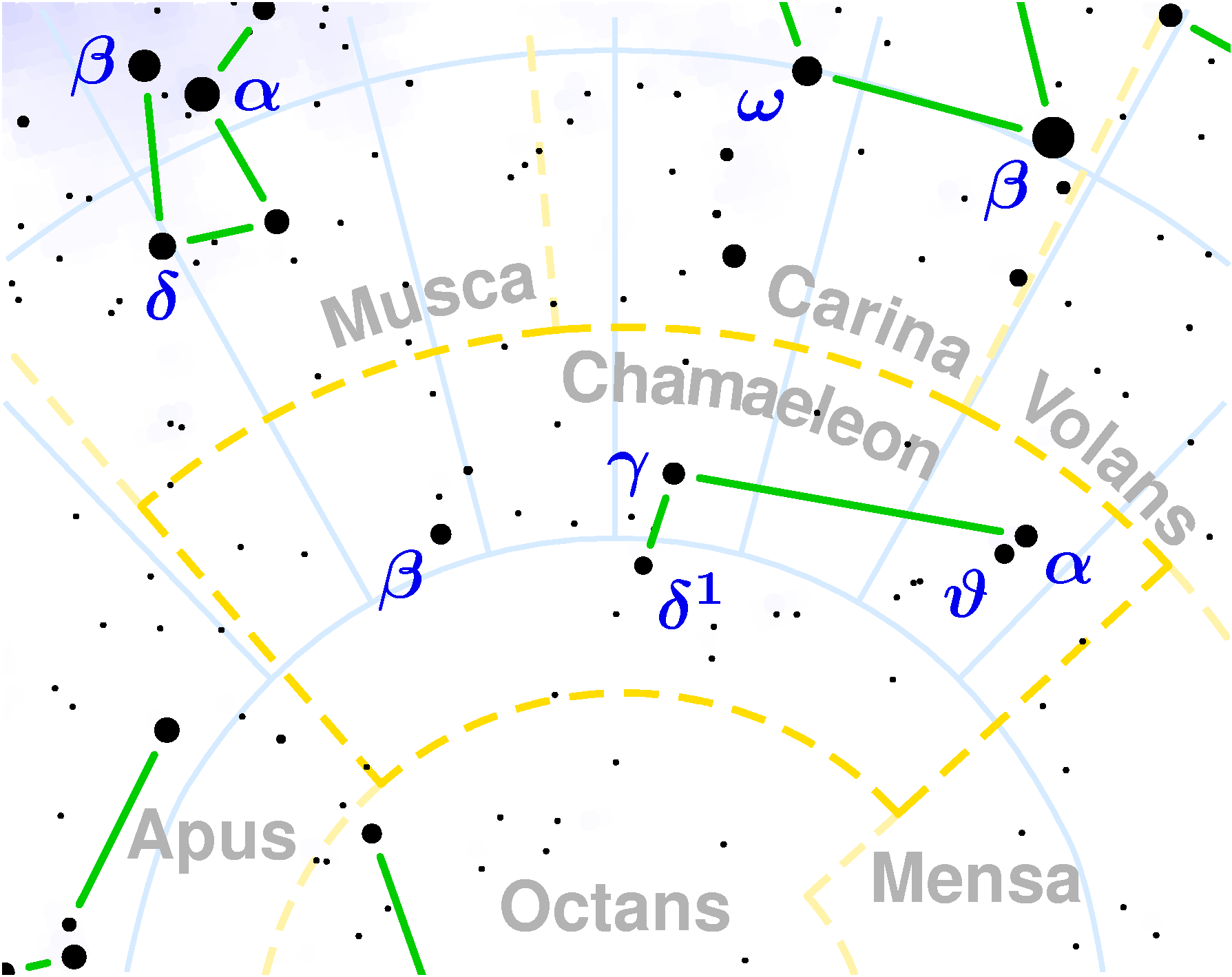
كوكبة الحرباء / Camaeleon

كوكبة الحرباء (بالإنجليزية: The Chameleon)‏؛ وتدعى باللاتينية: Chamaeleon.
يظهر برج الحرباء في النصف الجنوبي من الكرة الأرضية[ ؟ ] ابتداءً من خط عرض 7 جنوباً، ولا يُرى في النصف الشمالي من الكرة الأرضية[ ؟ ] والذي درجة عرضه فوق 15 درجة شمالاً.
ويمكن رؤيته في الفترة الواقعة من شهر شباط وحتى شهر نيسان.
وقد ابتدع هذا البرج كلاً من بيتر ديركز كيسير (بالإنجليزية: Pieter Dirksz Keyser)‏ وفريدريك دي هوتمان (بالإنجليزية: Fredrick de Houtman)‏ وقاما بتسميته بين عامي 1595م و1597م.
ومن نجوم برج الحرباء، توجد: ألفا الحرباء، وبيتا الحرباء، وغاما الحرباء، ودلتا الحرباء، وإبسلون الحرباء، وزيتا الحرباء، وإيوتا الحرباء.